# 逗子・葉山コミュニティ放送
逗子・葉山コミュニティ放送株式会社（ずし・はやまコミュニティほうそう）は神奈川県三浦郡葉山町および逗子市ならびにその周辺地域を放送区域として超短波放送（FM放送）を営む特定地上基幹放送事業者である。
愛称は「湘南ビーチFM」。

## 概要
コミュニティ放送局としては関東地方で一番早く開局した。設立時の代表取締役はジャーナリストの木村太郎。開局当初は「ハヤマFM」と名乗っていた。海に近い放送局であることを生かし、「"耳にやさしい"音楽とトーク」を目指した放送を行っている。
番組のほとんどが音楽番組で構成されており、洋楽やジャズを中心に放送される。また、時報は一切なく、ジングルやピアノを使った音楽が流れる。
開局来演奏所を葉山マリーナの一角に設置したが、津波被害などを勘案して2013年3月に本社を逗子市池子へ移転した。4月6日に逗子マリーナサテライトスタジオを設置し、2018年9月に閉鎖した。
かつては看板番組「ONE NIGHT STAND BY THE SEA」をミュージックバードで流した。ミュージックバードと当放送局は放送時間が異なった。「ASIAN WAVE」や「湘南カチート」、「seaside theatre」は、中波放送局にもネットされた。

## 主な放送番組

### 平日
- スズキヤ提供 いってらっしゃい（月 - 金 6:00 - 8:00）
- DAILY ZUSHI HAYAMA（月 - 金 10:00 - 12:00）
- AFTERNOON JAZZ -昼下がりのジャズ-（月 - 木 12:00 - 14:00）
- SHONAN BEACH TWILIGHT TIME（月 - 木 16:00 - 18:00）
- JAZZ AFTER DARK（月 - 木 18:00 - 21:00）
- LIGHTS OUT（月 - 木 21:00 - 24:00）
- JAZZY BREAK FRIDAY（金 8:00 - 10:00）
- JJ.FRIDAY（金 12:00 - 14:00）
- Melting Pod Radio（金 14:00 - 15:00）
- 789 to you（金 15:00 - 16:00）
- Pachamama～LOVE THE BEACH～（金 16:00 - 16:30）
- POPS IN THE BOX（金 16:30 - 17:00）
- 湘南ヘミングウェイ（金 17:00 - 19:00）
- BON WEEK-END（金 19:00 - 20:00）
- FOREST JAZZ（金 20:00 - 21:00）
- HITS AROUND THE CLOCK The 90's（金 21:00 - 23:00）
- The Light House（金 23:00 - 24:00）

### 週末
- WEEKEND BY THE SEA（土・日 8:00 - 12:00）
- SHONAN BREEZE（土・日 12:00 - 18:00）
- SHONAN JAZZ BY THE SEA（土 18:00 - 20:00）
  - 8月と11月を除く毎月第1土曜日は「大塚商会 presents SHONAN JAZZ BY THE SEA LIVE in RIVIERA ZUSHIMARINA」としてジャズライブの生放送。
- MOON LIGHT CRUISIN（土 20:00 - 21:00）
- HITS AROUND THE CLOCK The 80's（土 21:00 - 23:00）
- Nuphoria（土 23:00 - 24:00）
- 佐藤竹善　SUNDAY MUSICAL VOICE（日 18:00 - 19:00）
- seaside theatre（日 20:00 - 21:00）
- ベルグローバルアソシエイツ presents HITS AROUND THE CLOCK[注釈 3]（日 21:00 - 23:00）
- Bedtime キュン Story（日 23:00 - 23:30）
- a girl by Starlight（日 23:30 - 24:00）
- What’s Up! JAPAN（日 26:00 - 28:00）

## インターネット放送
1995年（平成7年）12月に公式サイトを開設した後、1996年（平成8年）11月にからReal Audioを使用したライブ放送を実施。
現在は他地域のコミュニティ放送局と共同で運営するSimulRadioを通じ、インターネットで24時間聴取できる。SimulRadio設立・運営には当局代表である木村太郎が関わっており、事実上このシステムの旗振り役となっている。

## 主要株主
- リビエラ、葉山町、逗子市、葉山マリーナ、京浜急行電鉄ほか